# Robert Moresco
Robert „Bobby“ Moresco (* 1. April 1951) ist ein US-amerikanischer Filmschauspieler, -produzent, -regisseur und Drehbuchautor, der für das Drehbuch von L.A. Crash (2004) gemeinsam mit Regisseur Paul Haggis zahlreiche Auszeichnungen erhielt.

## Biografie
Moresco war zunächst Schauspieler und gab sein Debüt 1979 in Philadelphia Clan von William Richert, ehe er anschließend überwiegend in einzelnen Folgen von Fernsehserien wie Der Equalizer, Miami Vice und Law & Order mitwirkte.
Mitte der 1990er Jahre begann er seine Tätigkeit als Produzent und Drehbuchautor und war an der Entstehung von Fernsehserien wie EZ Streets und MillenniuM beteiligt.
Den größten Erfolg seiner bisherigen Karriere hatte er mit dem von Regisseur Paul Haggis inszenierten Episodenfilm-Drama L.A. Crash aus dem Jahr 2004 für dessen Drehbuch er mit Haggis bei der Oscarverleihung 2006 den Oscar für das beste Originaldrehbuch erhielt. Weitere Auszeichnungen dafür waren der British Academy Film Awards 2006 für das beste Originaldrehbuch, der Black Movie Award für den herausragendsten Film 2005, den Broadcast Film Critics Association Award für das beste Drehbuch 2006, den Preis der Chicago Film Critics Association für das beste Originaldrehbuch 2006, den Edgar Allan Poe Award für das beste Filmdrehbuch 2006, den Humanitas-Preis in der Kategorie Film 2006, den Independent Spirit Award für das beste Erstlingswerk 2006, den Las Vegas Film Critics Society Award für das beste Drehbuch 2006, den London Critics’ Circle Film Award als bester Drehbuchautor 2006, den Online Film Critics Society Award für das beste Originaldrehbuch 2005, den Southeastern Film Critics Association Award für das beste Originaldrehbuch, den Washington DC Area Film Critics Association Award für das beste Originaldrehbuch 2005 sowie den Preis der Writers Guild of America (WGA Award) für das beste Originaldrehbuch 2006. Darüber hinaus waren Haggis und Moresco für den Golden Globe Award für das beste Filmdrehbuch 2006 und den Satellite Award für das herausragendste Originaldrehbuch 2005 nominiert.
Zu seinen späteren Arbeiten als Regisseur gehören Hell’s Kitchen (2001) mit Chazz Palminteri und Streets of Philadelphia – Unter Verrätern (2006). Daneben verfasste er mit Haggis auch die Drehbücher zur Fernsehserie The Black Donnellys (2007) und war Co-Producer von Million Dollar Baby (2004) sowie Produzent von der Serie L.A. Crash (2009).
Seit 2001 ist er auch als Regisseur für Film und gelegentlich Fernsehen aktiv. 2022 veröffentlichte er mit Lamborghini: The Man Behind the Legend einen Spielfilm über Ferruccio Lamborghini. Moresco schreibt auch die Drehbuchbücher für seine Produktionen.
Moresco ist der Vater der Schauspielerin und Drehbuchautorin Amanda Moresco.

## Filmografie (Auswahl)
Regie
- 2001: Hell’s Kitchen (One Eyed King)
- 2006: Streets of Philadelphia – Unter Verrätern (10th & Wolf)
- 2008: Adventures in Appletown
- 2018: Bent – Korruption kennt keine Regeln (Bent)
- 2022: Lamborghini: The Man Behind the Legend

Drehbuch
- 2001: Hell’s Kitchen
- 2004: L.A. Crash
- 2006: Streets of Philadelphia – Unter Verrätern
- 2013: The Black Donnellys (Fernsehserie)
- 2015: 100 Code (Fernsehserie)
- 2018: Bent – Korruption kennt keine Regeln
- 2022: Lamborghini: The Man Behind the Legend